# 原口幸隆
原口 幸隆（はらぐち ゆきたか、1917年12月7日 - 1979年3月15日）は、昭和時代の労働運動家。日本労働組合総評議会（総評）議長。

## 経歴
福岡県生まれ。戸籍上は1918年1月7日生まれ。1941年九州帝国大学法文学部卒業、住友鉱業別子鉱業所に入社。エリートコースから労働運動に入り、1947年別子鉱業所職員組合委員長、全日本金属鉱山労働組合連合会（全鉱）副委員長。1948年から1979年2月（1953年を除く）まで全鉱委員長。1949年国際自由労連（ICFTU）結成大会に出席、1953年同東京事務所所長、1962年同加盟組合連絡会議議長。1956～1958年日本労働組合総評議会（総評）議長。1966～1971年総評民間単産会議議長。

## 人物
1957年以来、国際労働機関（ILO）副理事・理事を務め、日本のILO87号条約（結社の自由・団結権保護）批准などに尽力した。1956年に太田薫、岩井章、宝樹文彦、原茂らに推されて総評議長に立候補し、高野派に推された市川誠に169対130の大差で勝利した。1961年には総評社会党員全国連絡協議会代表幹事となるが、のち総評右派に属し太田・岩井ラインを批判した。1966年に総評民間単産会議議長に就任し、労働戦線統一を推進。宝樹論文を契機にして労働戦線統一問題に関する議論が起きると、1967年7月の総評第34回大会で「原口四原則」を提起し、総評内部の意見対立を回避した。1970年2月から滝田実全繊同盟会長（同盟会長）、宝樹文彦全逓委員長、宮田義二鉄鋼労連委員長らと労働戦線統一問題に関する非公式会議を持ち、同年11月に労働戦線統一世話人会を発足させ、そのメンバーとなった。公共企業体等労働委員会（公労委）委員も務めた。

## 著書
- 『労働運動のまがりかど――われわれの立場と主張』（太田薫、古賀専、細谷松太、和田春生共著、一橋書房、1955年）
- 『原口幸隆――かんてらとともに』（原口喜代編、私家版、1979年）